# Важные истории
«Важные истории» («Важливі історії») — інтернет-видання, яке спеціалізується на журналістських розслідуваннях. Засноване у 2020 році російськими журналістами Романом Аніним та Олесею Шмагун. Зареєстровано в Латвії.

## Історія
До кінця 2018 року Роман Анін 10 років працював редактором відділу розслідувань «Нової газети». У 2020 році він заснував власне медіа, яке спеціалізується на розслідуваннях.
На початковому етапі видання працювало спільно з «Новою газетою», а його матеріали були присвячені нелегальним постачанням апаратів штучної вентиляції легенів та експрес-тестів до російських лікарень, питанням державної монополії на виробництво одноразових масок під час пандемії коронавірусу навесні 2020 року. Пізніше журналісти опублікували авторські розслідування про реформу поводження з відходами виробництва та споживання в РФ; про дочку Володимира Путіна Катерину Тихонову та його колишнього зятя Кирила Шамалова; матеріал із назвою «Кто устроил охоту на Навального» («Хто влаштував полювання на Навального»); про катастрофи з розливом нафти в Росії та по інших темах. У 2021 році в діяльності Міжнародного консорціуму журналістів-розслідувачів з розслідування «Паперів Пандори» від Росії брали участь журналісти «Важливих історій».
20 серпня 2021 року Мін'юст РФ вніс до реєстру ЗМІ — «іноземних агентів» зареєстровану в Латвії юридичну особу Istories fonds, яка видає «Важные истории», а також головного редактора «Важных историй» Романа Аніна та журналістів видання Романа Шлейнова, Олесю Мароховську, Ірину Долиніну, Дмитра Великовського та Олесю Шмагун. Приводом для включення стала співпраця з іншими журналістськими виданнями, визнаними іноагентами раніше.
5 березня 2022 року засновника видання, IStories fonds, Мін'юст РФ включив до реєстру небажаних організацій. Підставою для цього стало рішення Генпрокуратури від 22 лютого того ж року. 11 березня Роскомнадзор заблокував сайт видання за «розміщення недостовірної суспільно значущої інформації» про вторгнення Росії на територію України.

## Характер видання
«Важные истории» публікують свої розслідування у вигляді документальних фільмів і коротких роликів на своєму Youtube-каналі, а також у вигляді репортажів, інтерв'ю, «карток» та текстових розслідувань на своєму сайті. Крім того, сайт «Важливих історій» позиціонується авторами як майданчик для майстер-класів із технології розслідувальної журналістики. Видання також публікує матеріали в Telegram, ВКонтакті, Instagram, GitHub, Twitter та Facebook.

## Діяльність
Видання «Важные истории» зареєстроване як некомерційна організація та не має власника. За заявою редакторів, кошти на розслідування видання отримує через краудфандинг та систему пожертвувань. Створювачі повідомляють, що видання робить акцент на довідності та наданні первинних джерел, за якими читач може власноруч перевірити достовірність матеріалу, а також на кооперації з іншими незалежними виданнями. Деякі розслідування ґрунтуються на отриманні закритих даних, які передаються анонімними джерелами.
Видання Znak зазначає, що «Важные истории» зазнають тиску російської влади через свою діяльність. Зокрема, після публікації матеріалу про сім'ю Володимира Путіна акаунти соцмереж журналістів видання перебували під атакою. З метою безпеки головний офіс видання розташовано в Ризі, хоча всі журналісти працюють із Росії — з Москви, Магадана, Ярославля та інших міст.
У квітні 2021 року в будинку головного редактора та в офісі видання проходили обшуки, ініційовані ФСБ, без повідомлення про це редакторів.
15 серпня 2022 року «Важные истории» опублікували розслідування, присвячене виявленню імен російських солдатів, причетних до масових вбивств мирних жителів в селі Андріївка Бучанського району Київської області, які опинилися під окупацією у лютому — березні 2022 року. Серед іншого, розслідування підтвердило злочини, скоєні полковником російської армії Азатбеком Омурбековим.

## Нагороди
Станом на грудень 2021 року журналісти видання 8 разів отримували журналістську премію «Редколегія».

## Контакти
- Інтернет
- Facebook
- Instagram
- YouTube
- Twitter
- Telegram
- GitHub
- Вконтакте